# Аргентинский муравей
Аргентинский муравей (лат. Linepithema humile) — один из самых опасных инвазивных видов муравьёв, изначально обитавший в Аргентине, Парагвае, Уругвае и на юге Бразилии, но благодаря человеку распространившийся по всему миру. Муравьиные царицы имеют размер до 5 мм, рабочие — 2—3 мм.

## Ареал
Аргентинские муравьи обитают во многих прибрежных районах южной Европы, США и Азии. Изначально этот вид муравьёв обитал только в Южной Америке. В Европе крупнейшая колония аргентинских муравьёв простирается на 6 тыс. км вдоль средиземноморского побережья Испании, Франции и Италии, калифорнийская колония в США — на 900 км. Третье крупное сообщество обитает на западном побережье Японии.

## Характеристика
Одноцветные, бурые или желтовато-бурые. Linepithema humile являются опасными инвазивными насекомыми, они снижают разнообразие аборигенной фауны, в которую интродуцируются в результате торговых перевозок, вредят в домах и сельскому хозяйству.
Лабораторными исследованиями показано, что выделения брюшных желёз (включая иридомирмецин и другие компоненты) оказывают смертельное воздействие на ювенальные стадии развития лягушек и других земноводных (камышовая жаба, квакша Hyla meridionalis, западная чесночница). Молодые стадии развития земноводных, пространственно и временно встречающиеся с L. humile, погибают, когда сталкиваются с ними на муравейнике. В лаборатории, когда молодая особь амфибии вступала в контакт с L. humile, муравьи быстро реагировали и распыляли яд пигидиальных желез на молодых особей. Иридомирмецин оказывает токсичное воздействие и после абсорбции он накапливается в тканях мозга, почек и печени. Токсическая доза для земноводных зависела от вида. По оценкам, во всем мире 817 видов наземных амфибий частично пересекаются по ареалу с L. humile, и 6,2 % из них классифицируются как находящиеся под угрозой исчезновения.

## Последние исследования
Было обнаружено, что все три суперколонии аргентинских муравьёв толерантны друг к другу (в отличие от меньших гнёзд муравьёв того же вида). Мирмекологи помещали в одно гнездо представителей из разных суперколоний (калифорнийской, европейской и японской). Оказалось, что актов агрессии между рабочими муравьями из гнёзд, удалённых друг от друга на многие тысячи километров, не было.

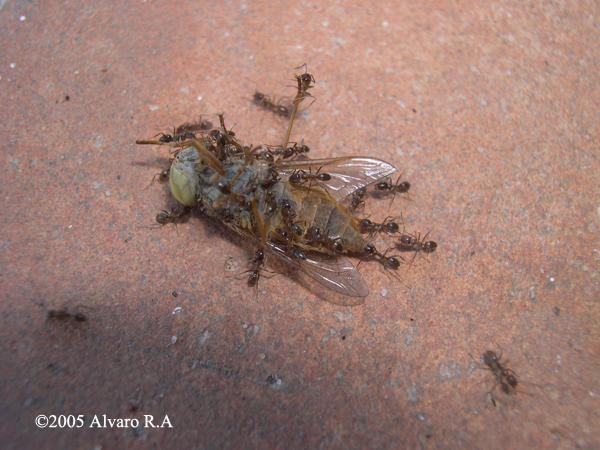

## Генетика
Геном: 0,26 пг (C value). Диплоидный набор хромосом 2n = 16. По меньшей мере 367 генов обеспечивают работу рецепторов запаха, а за иммунитет отвечают 90 генов. Большое количество генов отвечает за выработку белка цитохром P450.

## Паразиты и хищники
Среди хищников, обнаруженных у аргентинского муравья — муха-сирфида Mixogaster lanei Carrera and Lenko, 1958 (Diptera, Syrphidae), чьи личинки поедают расплод Linepithema humile

## Подвиды
- Linepithema humile humile (Mayr, 1868)
- Linepithema humile angulatum (Emery, 1894)
- Linepithema humile arrogans (Chopard, 1921)
- Linepithema humile breviscapum (Santschi, 1929)
- Linepithema humile gallardoi (Brethes, 1914)
- Linepithema humile platense (Forel, 1912)
- Linepithema humile scotti (Santschi, 1919)